# HAT-P-34
HAT-P-34は、地球からや座の方向に約820光年離れた位置にある10等級の恒星である。1つの太陽系外惑星と伴星候補とされる天体が周囲を公転していることが知られている。

## 概要
| 太陽 | HAT-P-34  |
| ---- | --------- |
| 太陽 | Exoplanet |

HAT-P-34は太陽よりもやや大きなF型星で、約1.4倍の質量と約1.5倍の半径を持つ。形成されてから約17億年しか経過していない比較的若い恒星で、金属量は太陽の1.66倍となっている。後述する惑星HAT-P-34bの軌道から、未知の伴星が存在する可能性が示されていたが、2015年にHAT-P-34から最大で103 au離れた軌道を公転する表面温度3,600+150
−250 Kの伴星候補を発見したと報告された。
2012年、トランジット法を用いて太陽系外惑星の探索を行っている観測ネットワークHATネット（Hungarian Automated Telescope Network）による観測で、HAT-P-34の周囲を公転する惑星HAT-P-34bが発見され、他にHATネットが発見したHAT-P-35b、HAT-P-36b、HAT-P-37bの3つの惑星と共に発見が公表された。木星の約1.2倍の半径を持ち、5.4日の周期でHAT-P-34の周囲を公転している典型的なホット・ジュピターとされている。HAT-P-34bは同時に公表された他の3つの惑星と比べて軌道離心率が大きい潰れた楕円軌道を公転しており、このことからHAT-P-34bのさらに外側に伴星が存在する可能性が示された。
| 名称 （恒星に近い順） | 質量             | 軌道長半径 （天文単位） | 公転周期 (日)       | 軌道離心率    | 軌道傾斜角  | 半径                 |
| --------------------- | ---------------- | ----------------------- | ------------------- | ------------- | ----------- | -------------------- |
| b (Ġgantija)          | 3.328 ± 0.211 MJ | 0.0677 ± 0.0008         | 5.452654 ± 0.000016 | 0.441 ± 0.032 | 87.1 ± 1.2° | 1.19+0.128 −0.092 RJ |

## 名称
2019年、世界中の全ての国または地域に1つの系外惑星系を命名する機会を提供する「IAU100 Name ExoWorldsプロジェクト」において、HAT-P-34系はマルタ共和国に割り当てられる惑星系となった。このプロジェクトは、「国際天文学連合100周年事業」の一環として計画されたイベントの1つで、マルタ国内での選考と国際天文学連合 (IAU) への提案を経て、太陽系外惑星とその母星に固有名が承認されるものであった。2019年12月17日、IAUから最終結果が公表され、HAT-P-34はSansuna、HAT-P-34bはĠgantijaと命名された。Sansunaは、マルタの伝承に登場する巨人の名前で、ゴゾ島の巨石神殿群の石を運んだとされる。Ġgantijaは、女巨人を意味する言葉で、そのまま世界遺産に登録されているマルタの巨石神殿群のうちゴゾ島の巨石神殿複合体の名前となっている。HAT-P-34bがガスジャイアントであることから、巨人にまつわる名前が付けられた。